# تسوتانکا کریستووا
تسوتانکا کریستووا (بلغاری: Цветанка Павлова Христова؛ ۱۴ مارس ۱۹۶۲ – ۱۴ نوامبر ۲۰۰۸) پرتاب‌گر دیسک اهل بلغارستان بود.
وی در مسابقات کشوری و بین‌المللی در مجموع برندهٔ ۱ مدال طلا، ۱ مدال نقره، ۲ مدال برنز شده‌است.